# クラッシュ・バンディクーレーシング ブッとびニトロ!
『クラッシュ・バンディクーレーシング ブッとびニトロ!』は、2019年6月21日にアクティビジョンから発売されたコンピューターゲームである。

## 概要
本作はソニー・コンピュータエンタテインメント（現在はソニー・インタラクティブエンタテインメント）がPlayStation用ソフトとして発売した『クラッシュ・バンディクーレーシング』の海外版が元となっている。元のソフトはノーティードッグが開発していたが、本作はアクティビジョン傘下のBeenoxが開発を行った。
2017年発売の『クラッシュ・バンディクー ブッとび3段もり!』と同様にプレイステーション版のオリジナルコードが使用できないため、キャラクターやステージのモデリングをやり直し、ゲームシステムも調整されている。またクラッシュ・バンディクーのレース作品として発売されたシリーズに共通・関連する要素も多く追加された。

## 変更点

### キャラクターの追加
オリジナル版ではプレイヤーの使用できないボス専用キャラクターとして登場していた「エヌ・オキサイド」が、今作では「おはなしモード」を進めることで使用できるようになっている。操作キャラクターはエヌ・オキサイドとグリンを含める『クラッシュ・バンディクーレーシング』とゲームボーイアドバンス版限定だったボスたち、『爆走!ニトロカート』、『がっちゃんこワールド』の全レーサー、そして今作で新しくレーサーとなる無料ダウンロードコンテンツのキャラクター計56人となり、操作可能キャラクターはクラッシュシリーズ最多となる。さらに『レーシング』において表彰台で祝福するレースクイーンもそれぞれレーサーとして参戦している。

### コースの追加
今作は『レーシング』、その続編『爆走!ニトロカート』に登場した全コースとアリーナに加え新コースも複数登場し、合計は51種でシリーズ最多のコース数となる。過去作に登場したコースについても、世界観の強化やイースターエッグの追加、一部コースのギミック追加等がなされた上で収録されている。また、新しい機能としてミラーコースも選べるようになっている。なお『爆走!ニトロカート』のコースの反重力は今作には登場せず、いずれもルートに大きな変化が無いようにコースデザインが変更された。

### キャラクタースキン（コスチューム）の追加
『がっちゃんこワールド』から登場したキャラクターの着せ替え要素が、今作ではさらに拡充して収録されている。『がっちゃんこワールド』に登場したスキンの他に、歴代のクラッシュシリーズに登場したスキンや全く新しいスキンが登場している。スキンによってはレース後の表彰ムービーでのモーションが変化するものもある。

### カートの追加
オリジナル版でのカートは1種類のみであり、また『爆走!ニトロカート』でもキャラごとに乗れるカートが決められているためカートの選択はできなかった。しかし今作ではカートとキャラをそれぞれ選択できるようになり、またシリーズ初登場の全く新しいカートも複数追加された。
これに伴い、今までボス専用だったエヌ・オキサイドのホバークラフトや、『爆走!ニトロカート』のボスが乗るベロチョッパーなどを、プレイヤーが使用することができるようにもなった。
カートのカスタマイズ機能も追加され、ボディ、ホイール、ペイント、ステッカーを自分好みに変更できるようになった。それぞれのカスタマイズ要素は「おはなしモード」などゲームを進めたり、ウンバコインを集めてピットストップで購入したりすることで手に入るようになっている。
なお、旧シリーズにあった変形・合体機能は今作では使われていない。その代わりに、ニトロカートに存在した反重力での浮遊の要素が、本作ではホバークラフトの様に、変形せずに最初から浮遊する状態のカートとして登場した。

### オンラインモードの追加
オリジナル版にあったオフラインマルチプレイに加えて、オンラインマルチプレイに対応した。さらにハイスコアにはオンラインランキングも追加される。また、オンラインでは「グランプリ」というシーズンごとのイベントが開催された。

### ターボ強度の可視化・仕様変更
オリジナル版にあったマフラーから出る炎の大小による速度の違いは今作でも搭載されており、加えて特定の加速床やアイテムを使用した際に発生する強烈なターボからは青白い炎が出るようになった。
オリジナル版では超加速発生中に通常のターボがかかると減速する仕組みだったが、今作ではターボがかかる度に青白い炎が出る時間が延長するようになった。そのためコースによっては超加速を維持して2周以上することも可能となったが、その速さゆえに制御は困難を極める。
なお、本作ではマフラーが2本より多く存在するカートが登場するが、そのカートの場合マフラーから出る炎はターボが発動した一瞬のみ全てのマフラーから炎が噴出され、その後は特定の2本のみから炎が出るようになっている。

### 性能の明確化・仕様変更
『レーシング』ではキャラによる性能差は曖昧だったが、本作では、
- ハンドルタイプ　スピード:3、加速:4、ハンドル:7
- バランスタイプ　スピード:5、加速:5、ハンドル:5
- かそくタイプ　　スピード:4、加速:7、ハンドル:3
- スピードタイプ　スピード:7、加速:3、ハンドル:2

と数値化され明確になった。また前作の全性能最高キャラ「グリン」は、今作はスピードタイプに変更された。
2019年10月3日のアップデートで、新ドライブスタイルの『ドリフトタイプ「スピード:6、加速:2、ハンドル:3」』が追加された。これにより全てのキャラクターの性能系統をカートのカスタマイズから変更できるようになり、キャラクターによる性能差は完全になくなった。「クラシック」は本来そのキャラクターに割り当てられた系統であり、他に「ハンドル」「バランス」「加速」「スピード」「ドリフト」の5系統からも選択できる。

## ゲームモード

### ストーリーモード
リメイクされた『クラッシュ・バンディクーレーシング』の物語に沿ってレースやチャレンジが行える。ゲーム中の条件を当時の仕様に近づけたモード「クラシック」と、様々な仕様が追加された新モード「ブッとびニトロ！」があり、新モードではクラッシュシリーズ初の難易度が導入され、三段階どれでも手に入る景品は共通だが、「むずかしい」のみゲーム実績に関係する。また、このモードではすでにゲーム内でアンロックしているキャラクターをストーリー中に自由に入れ替えて遊ぶことができる。また、2019年11月9日のアップデートにより、ワープエリアのどこかにゴールド（金の卵）が5つ配置された。これを全て集め、こだいのいせきエリアのレリーフに立ち寄ると、隠しキャラクター「キングチキン」が解除される。

### アーケード
今作には『レーシング』のすべてのモード、『爆走!ニトロカート』の全てのバトルモードが収録されている。
とにかくレース
1位を目指して1つのコースでレースする。すぐにレースが楽しめるモード。
みんなでレース
1位を目指して4つのコースがセットになったカップを11種類の中から一つ選んでレースする。合計ポイントで勝敗が決定する。
みんなでバトル
バトルモードはアリーナとルールを選んで戦う。ルールは後述する。
リミットバトル
ライバルにアイテムで攻撃を当ててポイントを入手する。
うばえ!フラッグA
2チームで対戦し、相手チームのフラッグを奪って自分のチームの「ポータル」まで運ぶとポイントが手に入る。フラッグが奪われたら、持っている人を攻撃するとフラッグを落とす。落としたフラッグを回収できたら自動で自分のチームの「ポータル」に戻る。フラッグを持っているとスピードが低下する。また、自分チームのフラッグが奪われているときはポイントが手に入らない。
うばえ!フラッグB
アリーナ中央にあらわれるフラッグを2チームで奪い合う。自分のチームの「ポータル」まで運んでポイントを入手する。
生き残れ!カートバトル
ライフが続く限り戦い続けるバトル。最後まで生き残ったプレイヤーが勝利となる。アイテムで攻撃されたり、穴に落ちたり、トラップに踏み潰されたりするとライフを失う。
集めろ!パワーストーン
決められた時間内にパワーストーンを多く集めた人の勝ち。攻撃をされるとパワーストーンを落としてしまう。
ひたすらトライアル
ライバル・アイテムが存在しないコースを走り、記録更新を狙う。条件をクリアするとキャラクターのゴーストデータを表示することが可能。『レーシング』ではエヌ・トロピーとエヌ・オキサイドのゴーストが用意されていたが、本作ではアップデートによって、それらよりさらに早いベロ皇帝27世と、研究員を使用したBeenoxのスタッフゴーストが用意されている。
タイムアタック
タイムストップ箱を壊しながら記録更新を狙う。クリアするとトロフィーがもらえる。ライバルやアイテムは登場しない。
チャレンジCTRメダル
コースに隠された「C」「T」「R」の三文字をゲットし、その状態で一位でゴールすればCTRメダルがもらえる。
あつめろ！パワーストーン
時間内にアリーナ内のすべてのパワーストーンを手にいれる。ライバルは登場しない。
リングレース
制限時間内にコースのあちこちにあるリングを潜る。潜るとターボがかかり、持ち時間が増加し、得点が加算される。プレイヤーの目的は得点を多く稼ぐことである。ライバルやアイテムは登場しない。なお、周回数を重ねる毎にリングによるターボ強度が増すがリングは小さくなっていく。

### オンライン
プライベートマッチ
フレンドを招待することで対戦できる。コースと難易度はホストのプレイヤーが設定できる。
マッチメイキング
そのとき遊んでいる世界のプレイヤーと対戦できる。コースは投票で決まる（8月現在、スイッチ版のみ日本国内のプレイヤーとのみ）。
フレンド
フレンドの作ったルームに参加して対戦できる。
ピットストップ
本作から導入された新モードで、キャラクターとその衣装、マシンやそのパーツを販売する店。ウンパ・コインを支払うと商品を購入できる。
アンロックされていない全ての商品が陳列されてはおらず、キャラクター・スキン・ペイント・カートのデザイン・ホイール・ステッカーの各部位からランダムに1点ずつ6つ（ステッカーのみ複数の場合がある）と、複数の商品がセットになったものが2つ陳列されている。商品を購入すると、その商品枠に次の未購入の商品が陳列される。ある部位の商品を全て購入すると、その枠に別の部位の未購入商品が陳列される。
なお、セット商品はその中に含まれる商品の一部を既に購入している場合、既に購入した分の値段が引かれて安く販売される。
店に並んだ商品は24時間に1回、ランダムで更新される。
グランプリ終了後にのみニトロゲージを満タンにすることができる。1ウンパ・コイン＝3ニトロポイントで交換でき、満タンになるまでのニトロポイントを購入すると、グランプリ中に残高不足で取れなかった無料の景品を全て手に入れられる。
ウンパ・コイン
本作から導入されたゲーム内での通貨。レースを終えるとその結果次第で賞金として手に入る。毎日オンラインモードの最初の30分は獲得ウンパ・コインが5倍。さらに週末はウィークリーウンパで獲得ウンパ・コインは2倍に増加される。コースの長さと難易度で貰えるウンパの数は異なる。アリーナは勝利条件問わず一定額が支払われる。

### ハイスコア
ひたすらトライアルとタイムアタックとリングレースの記録。個人または、そのプラットホームに限った全世界の記録と順位を見られる。

### グランプリ
発売日直後から9ヶ月間、8節に渡って行われたオンラインイベント。グランプリが始まる度にアップデートが行われ、プレイヤーは約1ヶ月の間「グランプリ」ごとに新コースをテーマにした「チャレンジ」と呼ばれる実績に挑戦できた。
この期間、プレイヤーがレースを終える度にニトロポイント（経験値）が与えられ、個別のニトロゲージに加算される。ニトロポイントは日替わり・週替わり・期間毎に設けられたチャレンジの実績解除と同時に得られる。締め切りまでの制限時間が長いチャレンジほど攻略が困難になり、得られるニトロポイントも高い。
チャレンジを通してニトロゲージに貯めたニトロポイントが定められた値に達すると、シーズンごとに追加される新キャラクター、カート、スキンなどを入手できる。これらは無料ダウンロードコンテンツとして追加される。
また、グランプリ期間に限り、オンライン対戦ではニトロポイントを得ると同時にチャンピオンポイントも与えられる。
なお「グランプリ」には専用のオンラインランキングもあり、世界中のそのプラットホームでのニトロポイントの順位とチャンピオンポイントの順位がリアルタイムで発表される。イベントが終了した時点で少なくとも一方の順位で上位5％に入っていたプレイヤーには、賞品として専用のカート、デカール、ホイール、ペイントがシーズン終了時に配られる。デカールだけはシーズン毎に貰える柄が異なり、他の3点は毎シーズン同じ物が配布される。
過去に行われたグランプリの詳細は後述の『追加ダウンロードコンテンツ』に記載する。
2020年3月22日をもって全8節が終了。以降は後述のウンパチャレンジに差し替えられた。

### ウンパチャレンジ
2020年3月27日から開催された企画。グランプリのチャレンジだけが切り抜かれた形となり、こちらも日替わり・週替わり・期間毎に設けられた実績を解除することでニトロポイントに代わってウンパ・コインが支払われる。
デイリーチャレンジ、ウィークリーチャレンジ、プロチャレンジの3種類が存在し、それぞれ難易度、期間、ウンパ・コインの数が異なる。後の物になるほど難易度は上がるが、期間は長くなり、入手できるウンパ・コインの数が増える。

## プレイアブルキャラクター
『レーシング』の初期キャラクター8人以外は、「おはなしモード」を進めたり、ゲーム内で集められるウンパコインをピットストップで使用することで解禁できる。
今作からの参戦キャラはグランプリの無料追加ダウンロードコンテンツで登場した。
キャラクター名の下はゲーム中で使用できるスキン名である。

### 『レーシング』から参戦
クラッシュ・バンディクー
シバ、スカンク、ブルーハイエナ、パイロット、スキューバ、レトロ（PS4限定）、スター（オキサイドE特典）、エレクトロン（初回特典）、バイカー、マッドサイエンティスト、シカ、ガラクタパンク、うちゅうパイロット、アーケードパイロット
ネオ・コルテックス
ニンジャ、グリーン、レッド、ブルー、ロボット、レトロ（PS4限定）、スター（オキサイドE特典）、エレクトロン（初回特典）、ファラオ、ピエロ、ガラクタパンク、アニメロボ、てつサビロボ、BEENOXロボ
タイニータイガー
ドーベルマン、ホワイトタイガー、チーター、しょうぐん、アメリカンフットボール、バイカー、グラディエーター、おおかみおとこ、ガラクタパンク、ブラックしょうぐん、ホワイトしょうぐん、レッドしょうぐん
ココ・バンディクー
ブルー、パープル、ヤマネコ、プリンセス、ビーチ、レトロ（PS4限定）、スター（オキサイドE特典）、エレクトロン（初回特典）、わるもの、ダーク、ようせい、ガラクタパンク、アリス
エヌ・ジン
ブルー、グリーン、イエロー、バレリーナ、シェフ、クラッシュテストダミー、のうか、ガラクタパンク
ディンゴダイル
ゴリラ、パンダ、ジャングル、ぼうごふく、ビーチ、ペインター、しょうぼうし、ガラクタパンク、かがくぼうごふく、うちゅうふく、むしよけ
ポーラ
グリズリー、レッサーパンダ、パンダ、りょうし、バイキング、へんなセーター、ガラクタパンク、しんのりょうし、やさしいりょうし、ママレードりょうし
プーラ
ホワイトタイガー、チーター、くろねこ、マスケティア、サーベルタイガー、ライオン、ガラクタパンク、あかのきし、きんのきし、ピンクのきし
リパー・ルー
グリーン、イエロー、ピンク、ジェントルマン、マッドサイエンティスト、ベッドタイム
パプパプ
クリムゾン、パープル、グリーン、かいぞく
コモド・ジョー
レッド、グリーン、パープル、チンギス・ハン、まほうつかい
ピンストライプ
ホワイトスーツ、イエロースーツ、パープルスーツ、ギャング、シャムロックギャング、ネガティブギャング、いなかのギャング
エヌ・オキサイド
カブトムシ、スイカ、てんとうむし、ホットロッド、シャワーキャップ、スター（オキサイドE特典）、メタルヘッド
エヌ・トロピー
クォーツ、カーボン、パープル、デジタル、せっきじだい
ニセクラッシュ
シマリス、アライグマ、ピンク、カウボーイ、おめかし、モンスター、いなかもの、オイルモンスター、ヘドロモンスター、マグマモンスター
グリン
ニンジャ、アオカケス、カナリア、オウム、ピエロ、ジェントルマン、ベニアメリカムシクイ、ボタンインコ、イソシギ

### 『爆走!ニトロカート』から参戦
クランチ
ハスキー、ロットワイラー、ダルメシアン、ダートバイク、ロボット（オキサイドE特典）、レーサー、わるもの、BEENOXレーサー、24Hレーサー、フレンチ
エヌ・トランス
グリーン、イエロー、ホワイト、ライフセーバー、つみき、ハンプティ、チョコエッグ
ザム
レッド、パープル、イエロー、ブルドッグ、デビルドッグ
ゼム
アクア、バイオレット、たいよう、パンク、げんしじん
クランク
ジャングル、フラミンゴ、イエティ、ジュラシック
ナッシュ
シャチ、マヒマヒ、クマノミ、キャノン、ほっきょく
リトルノーム
かぶき、ゴルファー、どろぼう、ゴブリン
ビッグノーム
かぶき、ゴルファー、どろぼう、オーク
ギアリー
ホワイト、ブルー、グリーン、BEENOXロボ
ベロ
アクア、イエロー、レッド、こびと
スパイロ
スーパーフレイム、アイスブレス、ダーク、ふゆのばんにん、うちゅうひこうし
ベロ皇帝27世
オーバーロード、だんしゃく、ていおう、せんちょう

### 『がっちゃんこワールド』から参戦
エベニーザー・ボン・クラッチ
せっかち、ヴィンテージ、スタントマン
パサディーナ・オポッサム
リコリス、グラム、デアデビル
ニーナ・コルテックス
ピンク、ゾンビ、ネオン、ぬいぐるみ、ガラクタパンク、ピンクキャット、ブルーキャット、パープルキャット
チック
カモメ、ハト、オオハシ、ガラクタパンク
スチュー
オウム、グリーンダック、おんどり、ガラクタパンク

### 今作から参戦
タウナ
サマータイム、ホワイトタイガー、サファリ、モータースポーツ、まほうつかい、ウィンター、かいぞく、ブラックウィッチ、パステルウィッチ、グリーンウィッチ
イザベラ
にんぎょひめ、ネオン、レーサー、モータースポーツ、サーカス、かいぞく
メグミ
バブルガム、ビーチ、レモネード、モータースポーツ、サーカス、かいぞく
エイミー
ミツバチ、サマータイム、アライグマ、モータースポーツ、サーカス、かいぞく
エリザベス
ポップ、ピンク、オセロット、モータースポーツ、サーカス、かいぞく
ベイビーT
ブルー、パープル、オレンジ、ニセベイビーT
ベイビークラッシュ
チーター、パンダ、ぬいぐるみ、パジャマ
ベイビーココ
にゃんこ、ぬいぐるみ、キャンディー、パジャマ
ハンター
ブルーパンサー、わたあめ、グリーンタイガー
ナスティ・ノーク
スパイロ パープル、せきぞう、マグマ
コモド・モー
ララバイ、スルタン、マスター
ニトラス・ブリオ
フランケン、ファイアーウィザード、ベイダー、ブリオクトパス
コアラコング
どうもう、グリズリー、マウンテン、サーカス、うちゅうひこうし、うちゅうかいぞく、BEENOXうちゅうひこうし、あいのひこうし
キングチキン
ターキー、フェニックス、スタント、うちゅうひこうし
リラ・ルー
プレゼント、ファンキー、イエティ
ヤヤ・パンダ
カップケーキ、ラーテル、レインボー
ハスティ
シカ、キャンディ、アルビノ、もうふぶき
メガミックス
もうどく、レッドはかせ、ナイトメア、ガラクタパンク、BEENOXガラクタこうや
研究員
ハッカー、ナイス、りょこうしゃ、ナイト、きこり、プリンス
ベイビーコルテックス
パープル、ブルー、レッド
ベイビートロピー
イエロー、パープル、レッド
リラ・ルーV2
グリーン、ピンク、ブルー
ブロックチェックポイント箱
？ばこ、TNTばこ、ニトロばこ、むらさき！ばこ

## ノンプレイヤーキャラクター

### サポートキャラクター
アクアク
善に属するレーサーに対するゲームのアイテム。
ウカウカ
悪に属するレーサーに対するゲームのアイテム。
ベロ
エイリアンに属するレーサーに対するゲームのアイテム。（ver1.0.1から追加）。
スパークス
スパイロシリーズ出身のレーサーをフォローするキャラクター。（ver1.0.2から追加）。
アポアポ
ガラクタパンクのレーサーをフォローするキャラクター。（ver1.0.8から追加）。

### ユニークキャラクター
ポール
『2』に登場したポーラの父である白熊。コース「どっきり!カチカチパパグマ」にて氷漬けにされた姿で登場。
エビルクラッシュ
『5』に登場した十次元に住む、クラッシュとは性格が正反対の凶暴なクラッシュ。コース「ニーナのあくむ」にて、窓に写るシルエットとして登場。同じシルエットがステッカーとしても登場するが、こちらは名前は明記されず「じゃあくなかげ」と表記されている。
エビルツインズ
『5』に登場した、コルテックスの実験のミスにより十次元に送られてしまった双子のオウム。コース「ニーナのあくむ」にて、まだ普通のオウムだったころの写真が飾られている。
アンバリー校長
『5』に登場したコルテックスの母校ワルワルスクールの校長。コース「ニーナのあくむ」にて、コルテックス達の幼少期の頃の写真に彼女が飾られている。
ウォーラス
『5』に登場したエヌ・ジンの戦闘艇で働くセイウチのコック。コース「メガミックスマニア」の壁に彼の姿を模した落書きがされている。

## カート
本作では、過去作に登場したカートが新規のカートと共に全て登場する。条件を満たすことで全てのカートにプレイヤーが乗る事ができ、CPU及びボス専用のカートは存在しない。

### 『レーシング』から
クラシックカート
ゲーム開始時に唯一選べる初期カート。『レーシング』ではこれ一台のみしか使用できなかった。
ホバークラフト
元々はボスのエヌ・オキサイド専用のカート。平たい円盤型のボディに6つのライト、6つのマフラーが特徴のUFO型浮遊カート。

### 『カーニバル』から
ニトロバンパー
楕円形の外見を持ち、タイヤが無く地面を滑るように移動するカート。全カート中唯一タイヤが無い上で空中に浮かないカートである。
ボイドマンタ
『カーニバル』の「回ってレーサー」にてキャラクター全員が乗っていた浮遊カート。『カーニバル』ではどちらかというと円形のボディをしていたが、本作では流線形のボディになっている。浮遊装置が、運転席の真下に1つ、その後ろに2つ存在している。また3つの推進器の間に挟まれるように2つの短いマフラーが存在する。

### 『爆走!ニトロカート』から
チームバンディクー
『爆走!ニトロカート』にてクラッシュ、ココ、クランチ、ニセバンディクーが乗ったカート。球体を四等分したような丸いバンパーが特徴。
チームコルテックス
『爆走!ニトロカート』にてコルテックス、エヌ・ジン、タイニー、エヌ・トロピーが乗ったカート。シャークマウスのような形状のバンパーと、丸い単眼のライトが付いている。また剥き出しのエンジンが非常に大きい。
チームトランス
『爆走!ニトロカート』にてエヌ・トランス、ディンゴダイル、プーラ、ポーラが乗ったカート。楕円形の目の様なライトと後部のエンジンにある歯車がグルグル回るデザインが特徴。
チームオキサイド
『爆走!ニトロカート』にてエヌ・オキサイド、ザム、ゼム、ベロが乗ったカート。チーム系のカートの中で、車体前部のバンパーが最も自動車に近い形状をしている。
ベロチョッパー
『爆走!ニトロカート』にてクランク、ナッシュ、リトルノーム、ビックノーム、ギアリー、ベロ皇帝27世が乗った、元々はボス専用だった浮遊カート。前部の巨大なプロペラと、後部の3つのジェットエンジンで浮いている。『爆走!ニトロカート』に登場したものと比較すると他のカートとサイズを合わせるために小さめにデフォルメされており、プロペラは『爆走!ニトロカート』では回転軸が地面に対して垂直方向を向いていたが、本作では前方を向いている。マフラーが6つ存在しているが、煙を出しているのは一番後ろの一回り大きい2つだけ。

### 『がっちゃんこワールド』から
ノスタルジネーター
ライトについた付けまつ毛のような装飾が特徴的な、女性的な印象を持つカート。
ドゥームバキー
全体的にカプセル型の本体からタイヤが生えた、という外見のカート。地面スレスレに配置された丸い2つのライトが特徴。
インペリウム
車体前部と後部に2つのウィングが配置されたカート。特に後ろのウィングはかなり巨大である。
ロードスター
丸みを帯びたオープンカー。
シックスパイプ
名前通り、車体前部にエンジンに直結した6つのマフラーがあるカート。ただし実際に煙を出しているのは車体後部の小さな2つである。
トリッキー
後輪が一つだけの3輪カート。チームトランスのものに似た楕円形の目のようなライトを持つ。
デッドネイター
長方体の箱のような外見のカート。車体側面にマフラーのようなパーツがあるが、煙は出ていない。
クライキー
『さくれつ!魔神パワー』に登場したクラッシュバギーに似た形状のカート。車体右前方からアンテナが伸びている。殆どのカートがブレーキランプのみが存在するのに対し、珍しく方向指示器と思われる黄色いランプが付いている。
カブリオ
横に並んだ4つの短いマフラーと、細長い一つの横に並んだ4つ、合計5つのブレーキランプが特徴のカート。
ルショー
ミニ四駆にみられるような形状をした、いかにもレース用といったカート。マフラーが楕円形をしているのが特徴的。クライキー同様方向指示器のような黄色いランプが付いている。
バンディバギー
バギーカーそのものの外見を持つカート。後部のエンジンでは黄色い歯車状のパーツがグルグル回っている。
プロブロット2000
タイヤの代わりに4つの浮遊装置が付いており、車体各所から青白い光を放つ浮遊カート。他のカートに比べてマフラーが太いのも特徴。
ファントム
車体前部のバンパーに2つ、後部のウィングに6つの蝋燭が付いた不気味な雰囲気のカート。パイプオルガンを模したマフラーが車体前部に6本、後部に4本の合計10本存在するが、実際に煙を出しているのは後部の内側にある2本のみである。
スカルライダー
鋭い牙を持つ化け物の顔を模したバンパーが特徴的なカート。太いマフラーが台形に4つ配置されているが、煙を出しているのは下側の2本だけ。
ノーチラス
同名の潜水艦にちなみ、車体後部に置かれた潜水ヘルメットと、その下に見える魚の尻尾が最大の特徴のカート。車体前部はクラシックカート(本作に登場するカートの事ではなく現実に存在する方)に近い。
プレッシャライザー
蒸気機関車と自動車を融合させたような外見を持つカート。車体前部のエンジン付近には圧力計も存在する。マフラーは車体側面から始まり、後ろに伸びている。

### 今作から
ミサイル
バンパーから前に、後部タイヤ付近から後ろに生えたトゲ等、非常に刺々しい外見のカート。車体前部のエンジン部分では黄緑色の、円筒状の謎の物体が拳銃のリボルバーの様に回っている。
デザートダスター
非常に平たい長方形のフォルムを持つ浮遊カート。後部では推進器と思われる部分が光り、その横には短いマフラーが煙を吐いている。
ダスティレイダー
左右対称に、車体の前後に4つの歯車が刺さったような外見のパーツ、4つの内一つだけ壊れているライト等、オンボロな印象を持つカート。マフラーは車体前部から始まり下に曲がって運転席の真横の足元を通り、上に曲がって後部のウィング部分から煙を吐くといった変わった配置になっている。
ギャラクシークルーズ
ボイドマンタとは逆に、運転席の真下の1つ、車体前部の2つの浮遊装置で宙に浮く浮遊カート。後部左右にあるブレーキランプのパーツは車体から分離しており、緑色の電撃のようなビームで接続されている。
ネオンホーク
名前通り、ネオンで装飾された浮遊カート。その外見はカートというよりも単発プロペラ機である。
ザ・コグ
羽釜を思わせる円柱と半球を組み合わせた外見で、後部にスクリューのような推進器が付いたUFO型の浮遊カート。名前のコグ（歯車）を思わせるようにカート内部では青い光がグルグル回転しており、走行スピードに合わせて回転速度が変化する。
チャンピオン
細長い形状のライトやブレーキランプなど、現代の自動車に最も近い外見を持つカート。マフラーが長方形をしている。
ロケット
フォーミュラカーのような形状を持つカート。マフラーが車体側面から始まり、後部のウィング部分まで伸びている。
マンモス
車体前部にマンモスの牙のようなパーツが付いたカート。6本のマフラーが木製になっているのが特徴的だが、煙を出しているのは一番後ろの2本のみ。
ドラゴンフライ
トリッキーと形状が似ている3輪カートだが、こちらはバンパーに2本の牙のような飾りが付いている。
デアデビル
ノーズの長いクラシカルなスポーツカー。
じょせつしゃ
その名の通りの除雪車。車体後部には雪に嵌った車を牽引するためのフックとロープもある。マフラーには雪が逆流しないように蓋がされ、排煙に合わせて開閉している。
キャンディコーン
車体前部についたアイスのコーンや、車体全体にかけられたホイップクリーム等甘い装飾のカート。
ニトロそり
サンタクロースの乗るそりと自動車を融合させたような形状の浮遊カート。車体前部についたトナカイの頭部の飾りが特徴。
ニトロGT
レーシングカートに最も近い外見を持つカート。
ナスティ・ライド
ナスティのイメージがカートに投影され、車体のさまざまな個所から牙のようなトゲが生えており、非常に刺々しい印象を持つカート。
スパイロモービル
スパイロのイメージがカートに投影され、龍の鱗を模した流線形の外見が特徴的なカート。

## コース

### 「レーシング」からの復活コース
タスマニアだいばくそう
「3」のカリブステージのキャラクターなどが追加。
ホネホネかいていトンネル
「3」の深海ステージ風に更新。
カメカメせいてつじょ
トリケラトプスやバタバタプテラなどの恐竜を追加。
ハイスピードちかすいどう
巨大ワニやお掃除ロボットなどのキャラクターを追加。
あめふりボワボワいせき
プーラの一族などを追加。
ココ・デ・サーキット
花畑とファンシーな城の世界観に更新。
ひとくいばなテンプル
ハンティング作業員やコウモリ軍団などが追加。
かっとびアルマジロけいこく
「3」のバイクステージに登場した店や鉱山鉄道が追加。
ゆきやまおおいわサーキット
舞台をスキー施設にレース場を設けた世界観に更新。
はぐるまトロッコこうざん
ドラゴンや複数の作業員などキャラクターを追加し、宝石採掘鉱山の世界観に更新。
どっきり!カチカチパパグマ
しろくまファミリーの漁村の世界観に更新。
スーパーどろぬまアリーナ
タイニーの銅像やエンターテイメント演出を追加。
スーパーかそくトンネル
エヌ・ジンのメカなどが開発されている施設に世界観を更新。
クモクモキャッスル
囚われた研究員などが追加。
つぎはぎスカイウェイ
コース外に雲がかかるようになり、ジャンプ台付近に花火が空に打ち上がるようになる。トミーやマツなどイタチのキャラが経営する空飛ぶカジノに世界観を更新。
むじゅうりょくステーション
無重力ゾーンでは音がしなくなる演出が追加。
ドリフトスペシャルアリーナ
ホログラムで各キャラクターの勝利ダンスがステージ外で流れる演出が追加。
ターボスペシャルアリーナ
チックとスチューが登場する大画面が追加。

### 「爆走!ニトロカート」からの復活コース
あつあつインフェルノしま
夜のコースに変更。
ジャングル・ブギ
クランクの一族が追加。
タイニーのおてら
反重力エリアは二股の道に変更。
ゆきふりメテオきょうこく
路面の積雪量が減少し、工場の背景に更新。
はっくつバリンいせき
反重力トンネルが普通のパイプに変更。
ぶっとびしんかいドライブ
海中モンスターがギミックとして追加。
いけいけとけいロード
時計に登る反重力エリアは、時計を上らず、時計の内部へジャンプ台で飛び込み、時間が停止し割れたガラスが空中に止まっているエリアに更新されている。また後半の荒野地帯に出現する大蛇が削減。
はぐるまとけいとう
リンゴじる工場の世界観に更新。
あめのスカイサーキット
コースの一部は棘のついたツタに絡まれ岩山の上で雷を利用した電力発電所の世界観に更新。
モクモクくみたてこうじょう
反重力パイプが二つに分割されたレーンに変更。
こちらロボットよこちょう
前半のトンネルを走る列車の通過頻度が増加。
ハイパージャンプ&ブースト
コースが短く調整、ネオンの街並みに世界観を更新。元よりも短くなっているものの、本作最長距離にして最高額の賞金が出る。
ギャラクシーハイウェイ
全体的に距離が短縮化。第一の反重力エリアを丸々削減し、後半の宇宙空間ではパイプ外部を通過するものがパイプ内部を通過するものに変更されている。

### 「ブッとびニトロ!」からの新コース
レトロスタジアム
PS4版限定コース。「ターボスペシャルアリーナ」をオリジナルに近いグラフィックで再現し、ロゴもPS関連の物へと変更。
トワイライト ツアー
『3』のアラビアステージとピラミッドステージを融合させた世界観を持つコース。
こだいのあそびば
『がっちゃんこワールド』の収録コース「のってけ！ジュラ・クラシック」にインスパイアされたコース。
スパイロサーキット
ゲーム『スパイロ・ザ・ドラゴン』に登場する「グリーンガーデン」「マジックガーデン」などをテーマにしたコース。コース内に設置されているリンゴや箱が、ダイヤや宝石箱など「スパイロ・ザ・ドラゴン」に登場したものになっている。
ニーナのあくむ
ホラーの雰囲気を持つコース。分岐点で巨大なモンスターが足で踏み潰してくる仕掛けがある。木に吊るされたジャック・オー・ランタンが時間経過とともに粘液を路面に吐き出しており、この粘液に触れると一定時間減速する。
コアラ カーニバル
サーカスの雰囲気をした電飾の派手なコース。大変シンプルなオーバルレイアウトとなっている。
ジングル クッキーロード
路面や背景、障害物は全てお菓子で造られているコース。
メガミックスマニア
｢5｣のひょうざんラボやエヌ・ジンの船型海上要塞を元に、荒廃した世界の干上がった川底のコース。路面に埋まった地雷に触れると爆発・視界不良になる。
ハラハラ ドライブスルー
オキサイドの故郷『ガスモキシア』を舞台としたコース。緑色の毒の霧が立ち込めた空中の路面で、2大ファストフード店の毒バーガーと爆弾ピザのドライブスルーがある。
途中から2隻の宇宙戦艦と多数の戦闘機がワープして登場し、一触即発の状態となる。さらに2週目の途中から周囲で宇宙戦争が勃発し、コースの間を縫うように戦闘機が通過するが、演出のみでレースに影響は出ない。

## アリーナ

### 「レーシング」からの復活アリーナ
コルテックスのおおいわ
はっくつ!こだいのいせき
こうやのバランスいわ
ステージ中央にあった不安定な岩に代わって、円柱状のタンクが配置。
よるのおしろガーデン
カラフルちゅうしゃじょう
デザインがスタジアムの屋内に変更。
こおりのかまくらドーム
ステージ中央のかまくらからログハウスへと変更。
エヌ・ジンけんきゅうじょ

### 「爆走！ニトロカート」からの復活アリーナ
テラのおてらアリーナ
バリンのゆきやまアリーナ
さばくのはぐるまアリーナ
ペタンコこうじょうアリーナ
モクモクくみたてこうじょうの様な背景に替わり、反重力ゾーンはダートに差し換え。
テラのひみつアリーナ

## アイテム

### 木箱
道中の至る所に置いてあり、何れも触れるだけで壊すことができる。箱は壊すと一定時間後に再生される。
?箱
壊すとアイテムがランダムで手に入る。自車の順位が低いと大逆転が狙えるくらい強力なアイテムが手に入りやすく、逆に順位が高いと弱いアイテムが手に入りやすい。しかし、まれに一位でも強力なアイテムが手に入ることがある。
シマ箱
縦縞柄の箱。壊すとリンゴが4～9個手に入る。個数はランダムである。
タイム箱
タイムアタックでのみ登場する、1・2・3の何れかの数字が書かれた黄色い箱。壊すとその数字の秒数だけ時計が止まる。
!箱
ステージのギミックの傍に置いてある箱。壊すとギミックが動く。
Beenox箱
各レースコースのどこかに1個だけ隠されている青い歯車の模様が描かれた箱。壊したらオートセーブされて二度と復活せず、全て壊すと隠しキャラクター「ブロックチェックポイント箱」が手に入る。

### レース・バトル共通アイテム
リンゴ
道中のあちこちにあり、取ると自車の速度がほんの少しだけ上がる。最大10個まで持つことができ、その状態であれば手持ちのアイテムが強力な物に変わる。自車が攻撃を受ける、崖から転落する、コース上の障害物に引っ掛かるなどすると、それぞれ決められた個数のリンゴを失う。
おっかけミサイル
自車の一番近くにいるレーサーを自動追尾して攻撃するミサイル。基本は1発だが、自分の順位が低いと3発セットが手に入りやすい。リンゴを10個持ってから撃つと追尾速度とホーミング力が向上する。相手が設置アイテムを持っている場合、攻撃を防がれてしまう弱点がある。
ドクロばくだん
前方か後方に転がして攻撃する爆弾。基本的にマシンか障害物にぶつかると爆発するが、転がしている最中に○ボタン(Aボタン)を押すことで任意の場所で爆発させることも可能。基本は1個だが、自分の順位が低いと3個セットが手に入りやすい。リンゴを10個持ってから使うと爆発範囲が広くなる。タイミングはややシビアであるが、おっかけミサイルを防ぐことも可能。
つるつるオイル（あめふりオイル）
前方か後方に設置する緑色の妨害用オイル。これにぶつかると、短時間ではあるがスピンしてリンゴを1個失う。リンゴを10個持った状態では、赤色のあめふりオイルに変化する。これにぶつかると一定時間ハンドリングが不安定化してスピードもダウンする。アイテムを持っていた場合は強制的にシャッフルされてしまう。
ばくだん箱（ニトロ箱）
ぶつかるとキャラクターに被さって数秒後に爆発する設置式アイテム。箱を被ってから数秒以内に沢山のジャンプをすると、振りほどいて後方へ放り投げて爆発させることができる。被った状態で壁にぶつかると即爆発する。リンゴを10個持った状態ではニトロ箱に変わり、ぶつかったその場で爆発する。
ぶっとびブースター
使うことで自車に1回だけターボがかかる。その状態で敵にぶつかれば、踏みつけることも可能。リンゴを10個持った状態だと、代わりにターベストがかかる。
みどりシールド（あおシールド）
使うと数秒間だけ自車を守ってくれるバリア。他車にぶつかると相手を弾き飛ばすだけではなく、これを張っている間に○ボタン(Aボタン)を押すとエネルギー弾として他車を攻撃できる。リンゴを10個持った状態だとあおシールドに変わり、落下や攻撃をしたり受けたりしなければ半永久的に自車を守る。
アクアク・ウカウカ・ベロ・スパークス・アポアポ
使うと数秒間だけ自車の速度を上げ、他者の攻撃から身を守り、ぶつかった相手を弾き飛ばすことができる。また、悪路に入っても減速しなくなる。リンゴを10個持った状態だと効果時間が長くなる。このアイテムに限り、選んだキャラクター毎にどれが使えるのかが決まっている。
おっかけボール
1位のレーサーだけを自動追尾して攻撃するボール。効果範囲が広いので2位以下レーサーも巻き添えを喰らうこともある。この攻撃からは設置式のアイテムを使った防御ができない。リンゴを10個持った状態だと前を走る全てのレーサーを追尾して攻撃する。
びりびりウォッチ
使うと数秒間だけ全ての他車の速度を大幅に下げて、その間アイテムを使用不能にする事ができる時計。リンゴを10個持った状態だと効果時間が長くなる。
スーパーチャージャー
使うと数秒間だけ自車にターボがかかる。リンゴを10個持った状態だと超加速がかかる。相手の攻撃から逃げるのに十分な速度が出るが、その反面小回りが利かなくなる。元々はバトル専用アイテムであったが、オンライン限定でレースでも使用可能となった。

### バトル専用アイテム
いないバー
4本のタイヤを残して自分の姿が透明になり、おっかけミサイルの標的にもされなくなる。相手からは見えないのだが、通常通り攻撃を受けるとダメージが入る。リンゴを10個持ってから使うと効果時間が長くなる。

### おはなしモードの賞品類
これらのアイテムはレース中の攻防に使う物ではない。持っているだけで様々な特典や資格が与えられる。
優勝カップ
レース用コースに入って最初に手に入れられるアイテム。そこのレースで1着でゴールすると与えられる。多く集めれば様々なコースを走れるようになる他、一つのエリアで4つ集めるとそのエリアのボスに挑む事ができる。
鍵
ボスとの差しの勝負に勝つと貰えるアイテム。鍵の掛かったドアを開けるのに用いる。複数の鍵穴があるドアには、それ相応の個数の鍵が要る。
タイムトロフィー
おはなしモード内の特殊なタイムアタックにおいて規定時間内にゴールすると貰えるトロフィー。サファイア・ゴールド・プラチナの3段階のグレードがあり、記録によって貰える色が異なる。10個集めれば特定のコースが解禁され、18個全て集めるとエヌ・オキサイドとの再戦ができる。
CTRメダル
「チャレンジ CTRメダル」及び「ボーナスチャレンジ」の賞品。赤・緑・青・黄・紫の五色があり、コースによって貰える色は異なる。1色のメダルを4枚集めるとその色に対応するカラーダイヤチャレンジに挑める。
カラーダイヤ
カラーダイヤチャレンジと呼ばれるグランプリレースの優勝賞品。赤・緑・青・黄・紫の五色があり、一つでも持っているとその色に応じた対戦・タイムアタックモードで使える新キャラクターが与えられる。五つ全て集めるとキャラクター5体に加えて特定のコースが解禁される。

## 初回特典と独占コンテンツ
初回特典
ELECTRONスキンパック - クラッシュ、ココ、コルテックスの限定スキン。表彰台のモーションも専用のもの。海外版では予約特典として提供。
PS4版限定コンテンツ
初回特典としてPlayStationステッカーパック(プレイステーションのロゴなどカートカスタマイズアイテムのセット)、レトロコース「レトロスタジアム」、カート「レトロカート」、『レーシング』当時のキャラクター選択画面のモデリングをもとにしたクラッシュ、ココ、コルテックスのレトロスキンが登場した。
Xbox One版限定の予約特典
Xbox Oneアバター クラッシュヘッド（ゲーム外コンテンツ）※日本語でアナウンスされたが実際には配信されていない。

## エヌ・オキサイドエディション
ダウンロード限定で案内されている「エヌ・オキサイドエディション」同梱物
キャラクターとカートは通常版でもゲームを進めることでアンロックできる。
- 「クラッシュ・バンディクー レーシング ブッとびニトロ！」ゲーム本編
- エヌ・オキサイド、クランチ、ゼム、ザムをゲーム開始直後にアンロックできる権利
- ホバークラフトカートをゲーム開始直後にアンロックできる権利
- エヌ・オキサイド、クラッシュ、ココ、コルテックスの宇宙仕様な限定スキン（各スキンに専用の表彰台アニメーション付き）
- 限定のクランチ ロボットスキン（専用の表彰台アニメーション付き）
- 限定のカートペイントジョブ、カートステッカーパック、ホバークラフトカートデカール

## 追加ダウンロードコンテンツ
いずれも無料ダウンロードコンテンツ。アップデートの度に新登場するアイテムの一部はニトロポイントに関係なく直接ピットストップに追加される。コースは配信期間後はアンロックせずに他コース同様に遊べるようになる。

### 第1弾 ニトロツアー グランプリ / Nitro Tour（7月2日 - 28日）
このグランプリは発売日前に開催されたため日本版は開催されていない。
キャラクター
タウナ、エイミー、イザベラ、エリザベス、メグミ
コース
「トワイライト ツアー」

### 第2弾 タイムトラベルグランプリ / BACK N.TIME（8月2日 - 25日）
日本版のSwitch版のみエラーが発生した為、このグランプリは開催されていない。
キャラクター
ベイビーT、ベイビークラッシュ、ベイビーココ
コース
「こだいのあそびば」

### 第3弾 スパイロとなかまたち / Spyro & Friends（8月30日 - 9月30日）
アクティビジョンのゲーム「スパイロ」シリーズとのコラボレーションであり、「爆走！ニトロカート」にも登場したスパイロが再登場する。スパイロが日本語にローカライズされたゲームに登場するのは2013年「スカイランダーズ スパイロの大冒険」以来6年ぶり。グランプリ期間中はタイトル画面にスパイロとスパークスが登場した。
キャラクター
スパイロ、ハンター、ナスティ・ノーク
コース
「スパイロサーキット」

### 第4弾 おばけパニック / Spooky（10月4日 - 11月3日）
おばけハントというチャレンジが開催され、期間中は?箱とシマ箱から稀におばけが出現した。おばけに触ったりアイテムで攻撃すると捕まえることができ、それによるグランプリチャレンジも用意された。グランプリ期間中はタイトル画面にニーナが登場した。
キャラクター
ニーナ・コルテックス、コモド・モー、ニトラス・ブリオ
コース
「ニーナのあくむ」

### 第5弾 ネオンサーカス / Neon Circus（11月8日 - 12月8日）
キャラクター
パサディーナ・オポッサム、エベニーザー・ボン・クラッチ、コアラコング、キングチキン
コース
「コアラ カーニバル」

### 第6弾 ウィンターフェスティバル / Winter Festival（12月12日 - 1月12日）
キャラクター
ヤヤ・パンダ、リラ・ルー、ハスティ、チック、スチュー
コース
「ジングル クッキーロード」

### 第7弾 ガラクタこうや / Rustland（1月16日 - 2月16日）
木箱の中に金のリンゴが入るようになった。おばけハントと同じ要領で金のリンゴを掴まえてレースをクリアすれば、増額された賞金が支払われる。
キャラクター
メガミックス
コース
「メガミックスマニア」

### 第8弾 ガスモキシア / Gasmoxia（2月20日 - 3月22日）
タイムトライアルにオキサイドより上位のゴーストである、ベロ皇帝27世が出現。
キャラクター
ベロ皇帝27世
コース
「ハラハラ ドライブスルー」

### グランプリ廃止後（3月27日 - 現在）
キャラクター
研究員、ベイビーコルテックス、ベイビートロピー、リラ・ルーV2、ブロックチェックポイント箱
ニトロポイント並びにランキングが廃止され、従来のグランプリにあった期限付きのチャレンジが残された。これを達成するとニトロポイントに代わりウンパコインが支払われる。タイムトライアルにベロ皇帝27世より上位のゴーストである、開発スタッフが出現。これらの記録を全て塗り替えると、特別なホイールが手に入る。

## 評価
IGNのZachary Ryanは、発売前プレビューにて、“リメイク作品ながら「レトロ」と「最先端」が兼ね備えられている“と評した。
GAME Watchの吹越友一は、“キャラクターやコース、ストーリーが『クラッシュ・バンディクー レーシング』のままで懐かしさを感じつつも、任意でドリフトができ、常に加速しながら走ることができる疾走感と達成感は、同作の発売から20年ほど経過した現在（2019年）でも新鮮である“と評価している。

## ボタン対応表
|              | PlayStation 4 | Xbox One     | Nintendo Switch |
| ------------ | ------------- | ------------ | --------------- |
| 十字ボタン   | 十字ボタン    | 十字ボタン   | 十字ボタン      |
| タッチパッド | タッチパッド  | -            | タッチパネル    |
| L3スティック | L3スティック  | 左スティック | 左スティック    |
| R3スティック | R3スティック  | 右スティック | 右スティック    |
| △            | △             | Y            | Y               |
| ○            | ○             | B            | B               |
| ×            | ×             | A            | A               |
| □            | □             | X            | X               |
| L            | L1・L2        | LT・LB       | L・ZL           |
| R            | R1・R2        | RT・RB       | R・ZR           |
| OPTIONS      | OPTIONS       | MENU         | +               |
| SHARE        | SHARE         | VIEW         | -               |